# Víctor Mayorga Miranda
Víctor Ricardo Mayorga Miranda (Cusco, 3 de abril de 1942) es un abogado y político peruano. Fue congresista de la República desde 2006 hasta el 2011.

## Biografía
Nació en el Cusco, el 3 de abril de 1942.
Cursó sus estudios primarios en el Colegio San Francisco de Asís y los secundarios en el Colegio Ciencias.
Entre 1960 y 1968, estudió la carrera de derecho en la Universidad Nacional de San Antonio Abad del Cusco graduándose como abogado. Durante esos años, entre 1965 y 1968 fue profesor de educación secundaria en el Colegio de Las Mercedes enseñando Historia Universal.
Entre 1978 y 1996, fue catedrático en la Universidad Nacional de San Antonio Abad del Cusco.
Laboró en el Poder Judicial como Juez de trabajo y luego como vocal de la Corte Superior de Justicia del Cusco hasta el año 2002.

## Participación en la política

### Congresista (2006-2011)
Víctor Mayorga inició su participación en la política en las elecciones generales del 2006, donde fue elegido congresista de la República en representación del Cusco por el partido Unión por el Perú.
En su labor legislativa fue elegido por mayoría como presidente de la Comisión de Seguridad Social.
En 2011, renunció a su cargo para luego postular al Parlamento Andino por la alianza Gana Perú de Ollanta Humala. Mayorga solo quedó como primer suplente de Alberto Adrianzén.

## Polémicas
Mayorga estuvo en polémica luego de descubrirse en 2009 que obligaba a su asesor parlamentario a plancharle sus camisas. No obstante, adelantó que denunciaría por difamación a Isidro Villa Quispe quien luego aclaró que su acusación fue a la esposa del parlamentario.